# Khanate
Khanate (Chanat) to amerykański zespół grający drone doom. Jego członkami są James Plotkin, Alan Dubin (przedtem OLD), oraz Tim Wyskida (Blind Idiot God, Manbyrd) i Stephen O’Malley. Brzmienie zespołu jest bardzo powolne i surowe, piosenki mają często ponad 10 minut. Posiadają też bardzo nietypowe sygnatury czasowe, a niekiedy nie mają ich wcale. Khanate czerpie z bluesa, hard rocka i doom metalu. Nazwa pochodzi od chanatu.

## Obecny skład zespołu
- Alan Dubin (głos)
- Stephen O’Malley (gitara elektryczna)
- James Plotkin (gitara basowa)
- Tim Wyskida (perkusja)

## Dyskografia
- 2001 Khanate
- 2002 Live WFMU 91.1
- 2003 No Joy (remix) / Dead
- 2003 Things Viral
- 2004 Let Loose the Lambs (DVD)
- 2004 KHNT vs. Stockholm
- 2004 Live Aktion Sampler
- 2005 Capture & Release
- 2005 Dead / Live Aktions
- 2006 It's Cold When Birds Fall From the Sky
- 2009 Clean Hands Go Foul
- 2023 To Be Cruel[1]